# Ergasilus cyanopictus
Ergasilus cyanopictus är en kräftdjursart. Ergasilus cyanopictus ingår i släktet Ergasilus och familjen Ergasilidae. Inga underarter finns listade i Catalogue of Life.